# Saint-Jouvent
Saint-Jouvent é uma comuna francesa na região administrativa da Nova Aquitânia, no departamento de Alto Vienne. Estende-se por uma área de 24,96 km². Em 2010 a comuna tinha 1 679 habitantes (densidade: 67,3 hab./km²).